# Illa d'en Colom
Illa d'en Colom är en ö i Spanien.   Den ligger i regionen Balearerna, i den östra delen av landet, 700 km öster om huvudstaden Madrid. Arean är 0,70 kvadratkilometer.
Öns högsta punkt är 37 meter över havet. Den sträcker sig 1,2 kilometer i nord-sydlig riktning, och 1,0 kilometer i öst-västlig riktning.